# Hondurees olympisch voetbalelftal (mannen)
Het Hondurees olympisch voetbalelftal is de voetbalploeg die Honduras vertegenwoordigt op het mannentoernooi van de Olympische Spelen en de Pan-Amerikaanse Spelen.

## 1976-1988: Hondurees elftal
In 1976 nam het Hondurees elftal voor het eerst deel aan de kwalificatie, net als de volgende edities zonder succes.

## Sinds 1992: Hondurees elftal onder 23
Sinds de kwalificatie voor de Olympische Spelen 1992 geldt voor mannen dat ze maximaal 23 jaar mogen zijn (met 1 januari van het olympisch jaar als peildatum). Het Hondurees elftal onder 23 plaatste zich in 2000 voor het eerst voor de Olympische Spelen, en in 2012 werd de kwartfinale gehaald.

## Andere toernooien
Het Hondurees olympisch elftal vertegenwoordigt Honduras ook op de Pan-Amerikaanse Spelen (waar in 1999 de zilveren medaille werd gewonnen), de Centraal-Amerikaanse en Caraïbische Spelen (waar in 1986 de finale van Cuba werd verloren na strafschoppen) en de Centraal-Amerikaanse Spelen (waar bij elke deelname een medaille werd gewonnen, in 1990 en 1994 de gouden).